# Kelly Nichols
Kelly Nichols (8 giugno 1956) è un'ex attrice pornografica statunitense.

## Biografia e carriera
Kelly Nichols, nome d'arte di Maria Anna Walters, ha iniziato la sua carriera nel panorama dell'industria d'intrattenimento per adulti, posando per diverse riviste come Oui, Hustler e Penthouse. Ha recitato il suo primo film in per Bon Appetit Chuck Vincent.
Ha recitato in più di 50 lungometraggi per adulti ed è stata insignita di svariati premi di settore tra cui: l'Adult Film Association of America Best Actress Award (1983), nel 1993 le è stato conferito dalla Free Speech Coalition il Life Time Achievement Award ed è stata inserita nella Erotic Legends Hall of Fame nel 1996, nella AVN Hall of Fame nel 1995 e nella XRCO Hall of Fame nel 1999. Ha lavorato nel settore a luci rosse anche come truccatrice tra la fine degli anni '90 e gli inizi del 2000.
Nel 2009, dopo oltre 25 anni di inattività, ha girato insieme a Tom Byron una scena della serie Seasoned Players.

## Riconoscimenti
- AVN Awards
  - 1995 – Hall of Fame[9]

- XRCO Award
  - 1986 – Lascivious Lesbian Scene per Pleasure Island con Chelsea Blake, Kimberly Carson, Renee Summers e Tish Ambrose[10]
  - 1999 – Hall of Fame[11]